# Bud Freeman

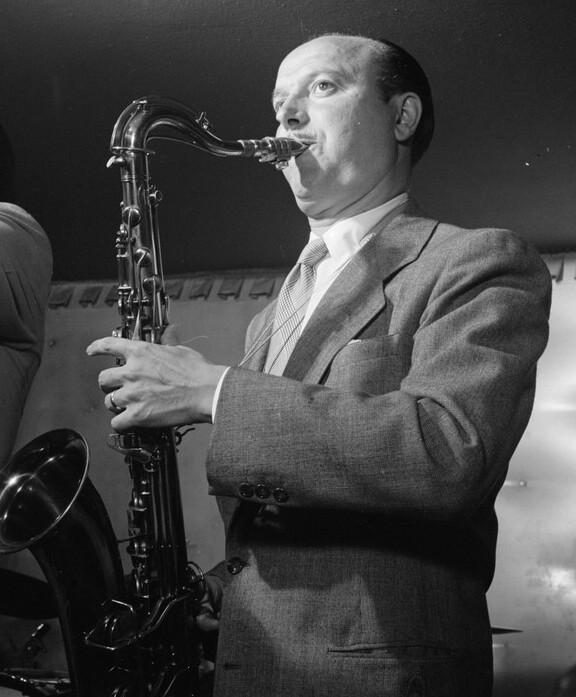
Bud Freeman, New York, 1947. Bild: William P. Gottlieb

Lawrence „Bud“ Freeman (* 13. April 1906 in Chicago, Illinois; † 15. März 1991 in Chicago) war ein US-amerikanischer Tenor-Saxophonist.

## Biografie
Anfang der 20er Jahre schloss er sich einer Jazzgruppe weißer High-School-Schüler an, die später als die Austin High School Gang bekannt wurde. An den Wochenenden besuchte die Band, unter anderem Bud Freeman, den Klub Lincoln Garden, um die Jazzband von Joe „King“ Oliver zu hören. Später sagte Freeman über Olivers Band: „There was nothing else like it on earth.“ („Es war einzigartig auf dieser Welt.“)
1927 war er Mitbegründer der McKenzie-Condon Chicagoans und zog nach New York. Dort arbeitete er unter anderem mit Roger Wolfe Kahn, Ben Pollack, Joe Venuti und Ray Noble zusammen. Freeman war 1933 der Hauptsolist bei den Aufnahme von Eddie Condons „The Eel“. 1936 spielte er bei Tommy Dorsey und 1938 im Orchester von Benny Goodman, welches er aber nach einem Jahr wieder verließ.
1939–1940 leitete er das kurzlebige Summa Cum Laude Orchestra mit Max Kaminsky, Pee Wee Russell und Eddie Condon. Während des Zweiten Weltkrieges leitete er zwei Jahre eine Band beim Militär. Nach Kriegsende spielte er regelmäßig bei Eddie Condon und bereiste die Welt als Jazz-Solist.
Bud Freeman war 1968 bei der Gründung der „World’s Greatest Jazz Band“ dabei und blieb drei Jahre, ehe er sie wieder verließ, um seine Karriere als Solist fortzusetzen. Nach einer kurzen Zeit in London in den späten 1970er Jahren ging er wieder nach Chicago. Er spielte weiter, bis sein schlechter gesundheitlicher Zustand ihn in den 1980er Jahren zwang, die Musik aufzugeben.
Bud Freeman starb mit fast 85 Jahren in Chicago, Illinois. Seine Aufnahmen mit dem Jazz- und Big-Band-Schlagzeuger Gene Krupa Ende der 1920er Jahre wurden Klassiker des Chicago-Jazz wie die Jazz Classics 1927–1928. Viele Experten bezeichnen ihn – gemeinsam mit Coleman Hawkins – als einen der ersten wichtigen Tenorsaxophonisten des Jazz; sein musikalischer und stilistischer Einfluss auf den großen Lester Young ist unüberhörbar.

## Diskographische Hinweise

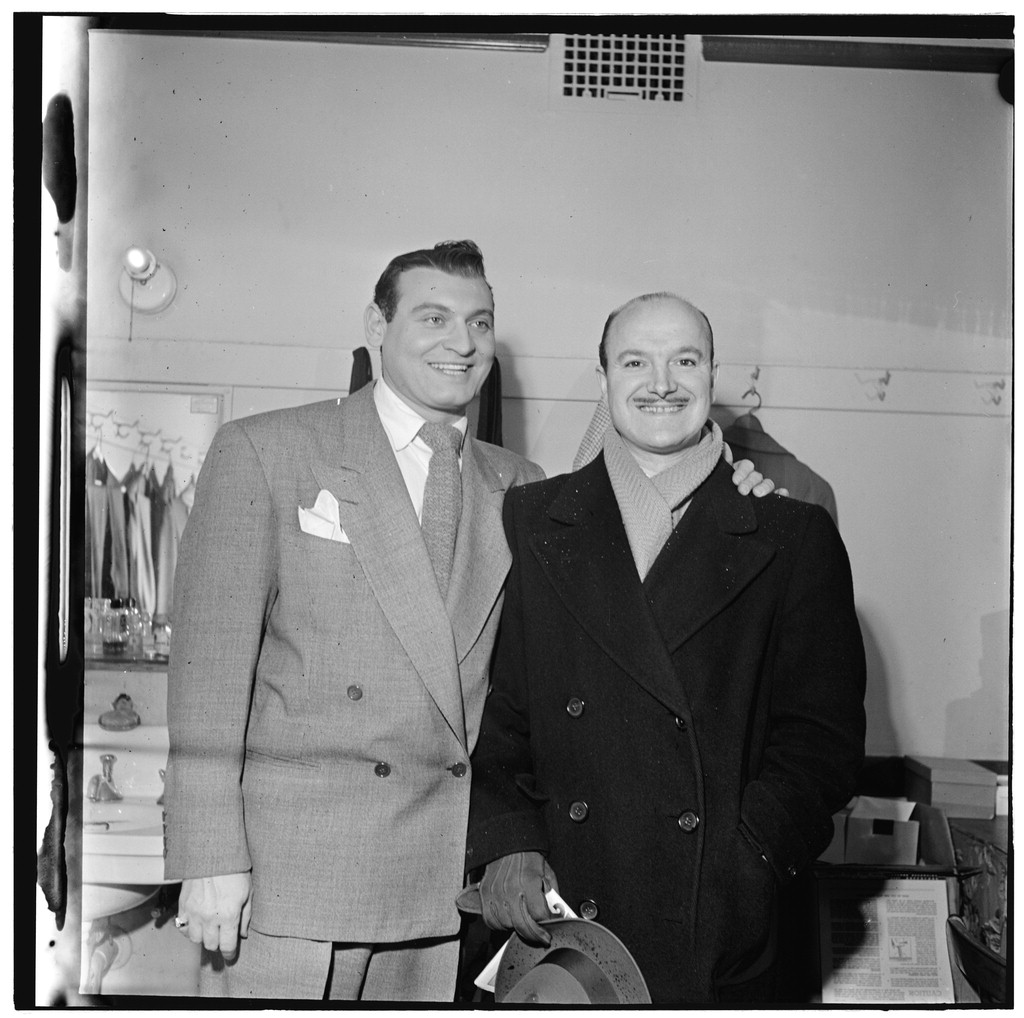
Bud Freeman mit Frankie Laine (links), New York, zwischen 1938 und 1948. Foto: Gottlieb

Das Frühwerk Bud Freemans von 1928 bis 1946 ist in den Produktionen des französischen Labels Classics dokumentiert.
- Swingin´ with the Eel (ASV, 1933–39)
- Home Cooking (Tax, 1933–1940) LP mit Max Kaminsky, Floyd O’Brien tb, Pee Wee Russell, Alex Hill, Eddie Condon, Artie Bernstein, Sid Catlett, Jack Teagarden, Dave Bowman p, Mort Stuhlmaker b, Dave Tough
- It's Got To Be The Eel: A Tribute To Bud Freeman (Affinity, 1939–1940)
- Swinging Tenors – Bud Freeman & Eddie Miller (Affinity, 1944–1953)
- Midnight at Eddie Condon's (Mercury, 1945) – LP mit Charlie Shavers, Wild Bill Davison, Vernon Brown, Edmond Hall, Peanuts Hucko, Joe Sullivan, Gene Schroeder p, Dave Tough, George Wettling
- Stop, Look and Listen (Affinity – 1955) LP mit Ruby Braff, Kenny Kersey, Dave Bowman p, Al Hall, George Wettling,
- Chicago/Austin High School Jazz in HiFi (RCA Victor, 1958)
- The Bud Freeman All Stars feat. Harold Shorty Baker – (Swingville 1960) – LP mit Claude Hopkins, George Duvivier, J. C. Heard
- Something To Remember You By (Black Lion Records, 1962)
- Chicago (Black Lion Records 1962) mit Roy Eldridge, Ray Bryant, Bob Haggart, Jo Jones
- The Compleat Bud Freeman (Jazzology, 1969) LP mit Bob Wilber, Ralph Sutton, Bob Haggart, Gus Johnson
- Superbud (77 Records – 1974) mit Keith Ingham, Pete Chapman b, Johnny Armitage dm
- Bud's Birthday (Philips – 1975 im Wiener Jazzland) – LP mit Bill Grah – Alfons Würzl Hot Six
- Song of the Tenor (Philips – 1975 in London) LP mit Bob Wilber, Bruce Turner, Keith Ingham, Peter Ind, Bobby Orr, Roy Williams
- Two Beautiful (Circle, 1976) – LP mit Buddy Tate, Chris Smildiger, Koos van der Sluis, Ted Easton
- The Real Bud Freeman (Principally Jazz, 1982)

## Sammlung
- Complete Commodore & Decca Eddie Condon & Bud Freeman Sessions – (Mosaic – 2015) – 8 CDs mit Bobby Hackett, George Brunies, Pee Wee Russell, Jess Stacy, Artie Shapiro, George Wettling, Jack Teagarden, Dave Matthews, Dave Tough, Marty Marsala tp & dm, Joe Bushkin, Minerva Pious, Everett Sloan, Vernon Brown, Lionel Hampton dm, Max Kaminsky, Brad Gowans, Joe Sullivan, Clyde Newcombe b, Dave Bowman, Al Seidel dm, Muggsy Spanier, Joe Marsala, Miff Mole, Pete Peterson b, Morey Feld, Teddy Grace, Fats Waller, Al Morgan, Benny Morton, Bob Casey, Sid Catlett, Tony Sbarbaro, Lou McGarity, Gene Schroeder, Bob Haggart, Lee Wiley, Billy Butterfield, Ernie Caceres, Yank Lawson, Edmond Hall, Joe Dixon cl & bs, Sid Weiss, Jack Lesberg, Johnny Blowers dm, Wild Bill Davison, Bing Crosby, Tony Parenti, Fred Ohms tb, James P. Johnson, John Sublett voc, Peanuts Hucko, Morey Rayman b, Cutty Cutshall, Ralph Sutton, Buzzy Drootin, Jimmy Atkins voc, Peggy Ann Ellis voc, Bill Goodall b, Johnny Windhurst,